# Studebaker US6
Gli US6 erano una gamma di veicoli militari da trasporto, camion, realizzata dall'azienda americana Studebaker durante la seconda guerra mondiale. Furono utilizzate sia dalle Forze armate degli Stati Uniti che, a partire dal 1942, da quelle dell'Unione Sovietica dove era conosciuto anche come Studer. Questi camion furono classificati come una serie di camion 6×6 da 2+1⁄2 tonnellate e 6×4 da 5 tonnellate e furono prodotti dalla Studebaker Corporation e dalla REO Motor Car Company durante la seconda guerra mondiale. La versione cargo base è stata progettata per trasportare un carico di 2 + 1⁄2 tonnellate corte (5.000 libbre; 2.300 kg) su qualsiasi tipo di terreno con qualsiasi tempo. Come detto prima, la maggior parte di questi furono esportati in Unione Sovietica con Lend-Lease dagli Stati Uniti durante la seconda guerra mondiale, poiché il design concorrente GMC 6×6 CCKW si dimostrò più adatto alle condizioni del fronte occidentale. Meccanicamente, l'US6 era fortemente basato sui camion civili della serie M.
Sul veicolo era montato un motore sei cilindri a benzina che forniva 94 hp (68 kW). La trasmissione era a cinque rapporti. In totale furono prodotti circa 200.000 veicoli in tredici differenti allestimenti e con trazione 6x4 o 6x6.
Un gran numero di camion Studebaker furono consegnati all'Unione Sovietica attraverso il corridoio persiano nell'ambito del programma Legge degli affitti e prestiti. L'Armata Rossa riconobbe la sua buona idoneità come carro per le rampe di lancio dei razzi Katjuša, anche se questo non era l'uso principale del veicolo in Unione Sovietica. I carri svolgevano molti compiti nell'esercito sovietico, come tirare le armi; erano noti per la loro robustezza e affidabilità. Il camion venne chiamato "Studer" (Студер) dalle truppe sovietiche. Utilizzando una versione della cabina US6, GAZ produsse i camion GAZ-51 e 63 fino al 1975. Tuttavia, nel telaio e nel motore, questi camion sovietici non avevano nulla in comune con la Studebaker, poiché erano basati sul design di un camion Dodge degli anni '30 e '40. Il GAZ-51 ha avuto molto successo sia in Unione Sovietica ma anche in vari mercati di esportazione del blocco orientale. Il GAZ-51 servì successivamente come base meccanica per i veicoli militari BTR-40, BRDM-1 e BRDM-2, insieme ai più moderni camion GAZ-52/53 e GAZ-3307, insieme alle loro modifiche, l'ultima delle quali fu prodotto nel 2020.

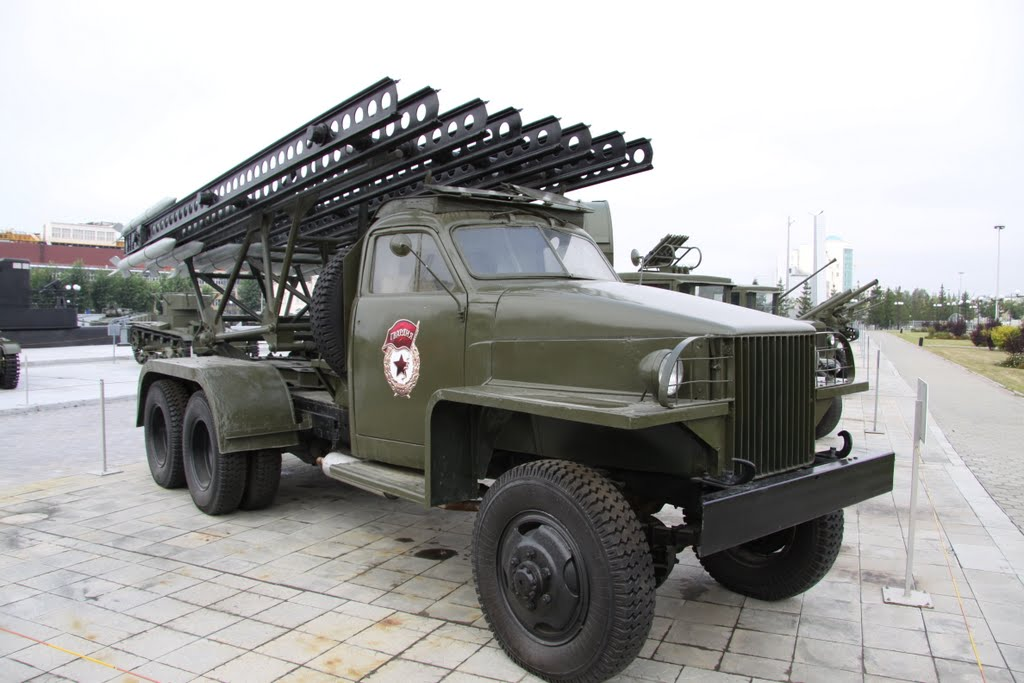
Un lanciarazzi BM-13 Katyusha su telaio Studebaker
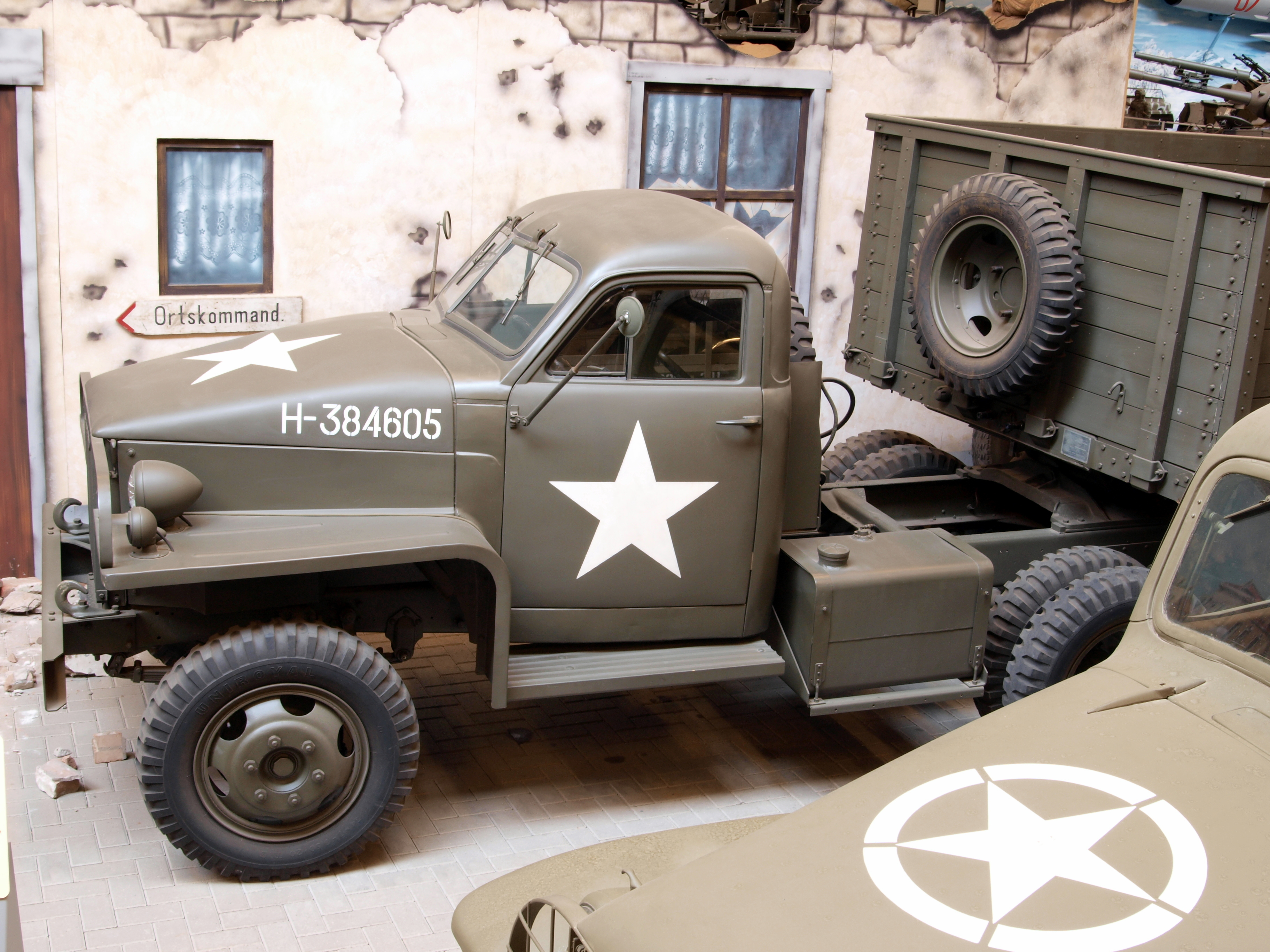
Modello di un US6 dell'esercito americano come trattore
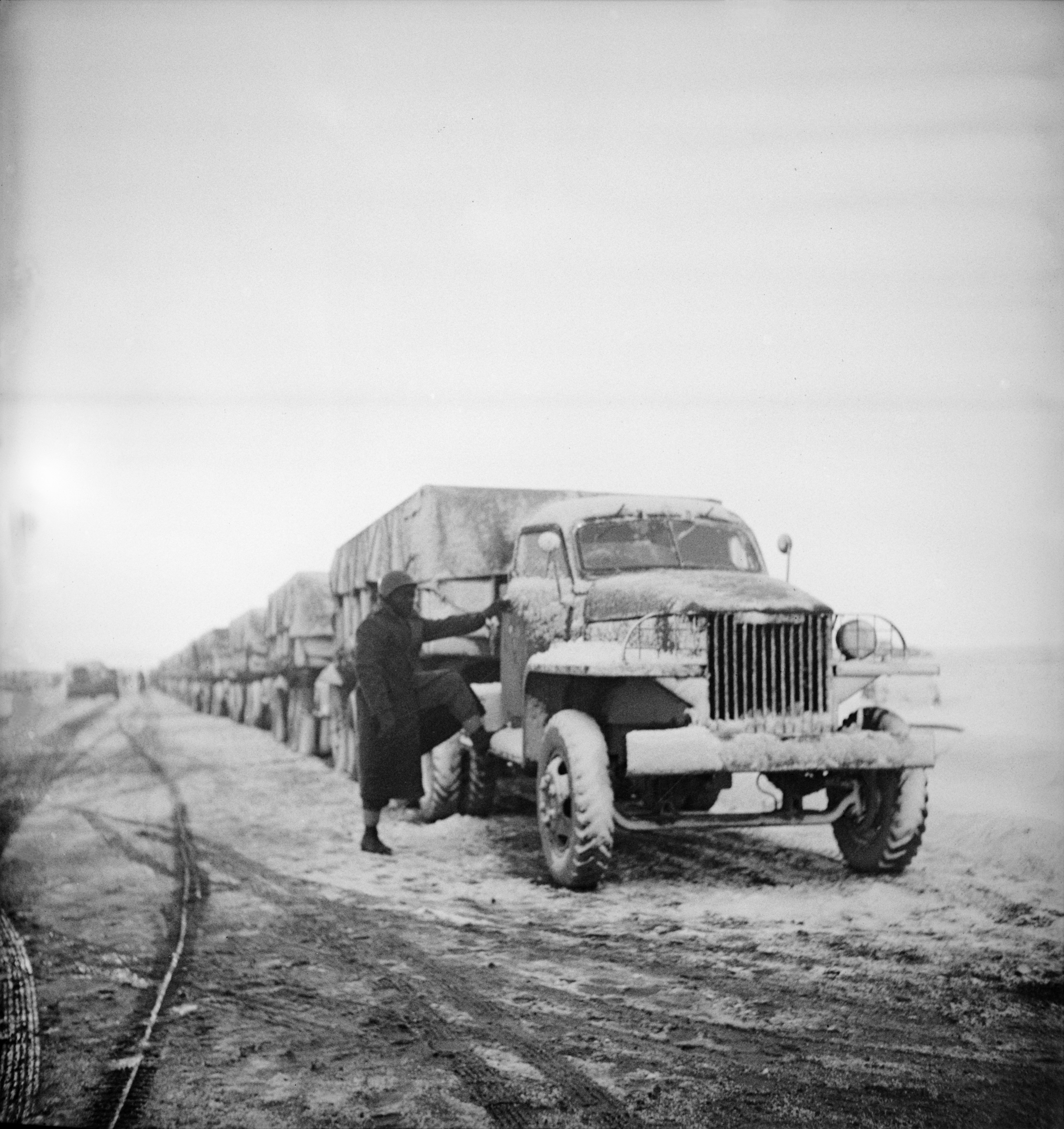
Studebaker US6, parcheggiata lungo il corridoio persiano (1943)